# Some Like It Hoth
Some Like It Hoth es el decimotercer episodio de la quinta temporada de la serie de televisión Lost, de la cadena ABC. Fue escrito por Melinda Hsu Taylor y Greggory Nations, y dirigido por Jack Bender. Fue emitido el 15 de abril de 2009 en Estados Unidos y Canadá.

## Trama
En 1977, después de regresar a las barracas junto con Sawyer, Kate vuelve a la enfermería donde aun está Juliet. El padre de Ben, Roger, llega y se da cuenta de que su hijo no está y sale alarmado y gritando contra Juliet. Kate se acerca a Roger, quien ha estado bebiendo, para decirle que ella cree que todo va a salir bien, pero él sospecha que ella tiene algo que ver en la desaparición de Ben y se lo dice abiertamente. Roger le cuenta sus sospechas a Jack quien le pide que se calme y más bien se tome otras cervezas mientras todo se resuelve. Jack va a la casa de Juliet y Sawyer a contarles lo ocurrido entre Roger y Kate.
Sawyer le pide a Miles que destruya el video donde quedó filmado lo ocurrido, pero cuando Miles va a hacerlo llega Horace Goodspeed y le dice que como no encuentra a Sawyer, Miles debe ir inmediatamente a la Estación Cisne para llevar un paquete y recoger otro que deberá entregar a su vez al doctor Chang en la Estación Orquídea. Después de despedir a Jack, Sawyer se enfrenta a Phil por el video y lo deja inconsciente.
Miles va hasta El Cisne y sabe entonces que lo que debe recoger es un cadáver. Como tiene el poder de oír a los muertos, averigua que éste se llamaba Álvarez y que murió de un disparo cuando estaba cavando. Cuando va para La Orquídea Hugo le pide a Miles llevar en la misma combi la comida que él cocinó para los trabajadores de la Estación Orquídea. En el camino, Hugo se da cuenta de que viajan con un cadáver y le dice a Miles que sabe que habla con los muertos y que ambos tienen el mismo poder. Tras discutir las diferencias entre las habilidades de uno y otro llegan a entregar el cadáver al Dr. Chang quien regaña a Miles por llegar acompañado y amenaza a Hugo con enviarlo a recoger los excrementos de los osos polares que son objeto de un experimento. Hugo comenta a Miles que Chang es un estúpido y Miles contesta: "ese estúpido es mi padre".
Después de dejar al Dr. Chang en otro sitio, Miles descubre que Hugo está escribiendo el guion de Star Wars: Episode V - The Empire Strikes Back película estrenada en 1980, con el objetivo de enviárselo a George Lucas. Como Miles dice que no le interesa ninguna relación con su padre, Hugo le dice que esa relación podría ser como la de Luke Skywalker y Darth Vader y que a él lo abandonó su padre cuando era niño y le sugiere por tanto acercarse a su padre. Miles va después a la casa del Dr. Chang y lo observa cuando departe tiernamente con su bebé de tres meses, el mismo Miles. Chang sale de su casa y pide a Miles llevarlo al puerto porque ha llegado el submarino con científicos. Cuando llegan, Miles se encuentra con que Daniel Faraday es ahora uno de los científicos de Dharma y Faraday inmediatamente lo reconoce y saluda: "¡cuánto tiempo sin vernos!".

## Flashbacks
Durante el episodio se conocen detalles claves de la vida anterior de Miles. Aun niño, Miles descubre que puede oír a los muertos cuando está cerca de los cadáveres. Cuando su madre Lara (interpretada por Leslie Ishii) va a morir de cáncer años después, Miles va a interrogarla sobre quién era su padre y dónde está, a lo que ella responde simplemente que los abandonó, que ya murió hace mucho y que está enterrado en un lugar a donde Miles nunca irá. 
En otro retroceso, ya adulto, Miles es abordado por Naomi Dorrit, quien tras comprobar que Miles realmente oye a los muertos, le ofrece 1,6 millones de dólares para que vaya a la isla en el carguero. Él acepta, pero antes de viajar es secuestrado por un grupo de personas entre quienes está Bram, que le dicen que quien lo ha contratado es Charles Widmore y por tanto está del "lado equivocado". Le preguntan "¿quién yace a la sombra de la estatua?" y como no sabe, le dicen que no debe ir a la isla en el carguero sino con ellos, después de saber la respuesta Miles dice que solamente irá con ellos si le pagan el doble que Widmore (es decir US $3,2 millones) pero Bram, quien luego será uno pasajeros sobreviviente del Ajira 316 que trabaja agresivamente con Ilana para controlar las cosas en la isla, dice que ellos no pagarán porque si trabaja con ellos, Miles podrá conocer a su padre y llenar el vacío que dejan las cuestiones que no sabe de su vida. Luego liberan a Miles en una calle.